# Хэй, Томас, 9-й граф Кинньюл
Томас Хэй, 9-й граф Киннуолл (англ. Thomas Hay, 9th Earl of Kinnoull; 4 июля 1710 — 27 декабря 1787) — шотландский пэр, британский политик и учёный. С 1719 по 1758 год он был известен под титулом учтивости — виконт Дапплин.

## Семья и образование
Родился 4 июля 1710 года. Старший сын Джорджа Хэя, 8-го графа Киннуолла (1689—1758), и Эбигейл Харли (? — 1750), дочери Роберта Харли, 1-го графа Оксфорда и графа Мортимера (1661—1724).
Он получил образование в Вестминстерской школе, а затем в Крайст-черче, Оксфорд.
12 июня 1741 года в Оксфордской часовне, Мэрилебон, он женился на Констанции Эрнл (ок. 1717 — 29 июня 1753), единственной дочери и наследнице Джона Кирла Эрнла из Уэтем-хауса (1683—1725). Её прадедом был сэр Джон Эрнл (1620—1697), который занимал пост канцлера казначейства с 1676 по 1689 год.
У них был сын Томас Джон Эрнл Хэй, родившийся 12 августа 1742 года, который умер 14 октября 1743 года. Она умерла в июле 1753 года и была похоронена в Кальне. Когда леди Дапплин умерла, она оставила свои деньги Джеймсу Мани, сыну своей двоюродной сестры Элизабет. Последовал длительный судебный процесс между Томасом Хэем и Джеймсом Мани.
Он унаследовал графский титул после смерти своего отца 28 июля 1758 года.

## Карьера
Как виконт Дапплин, он был избран в Палату общин Великобритании от Скарборо в 1736 году, но его избрание было отменено по ходатайству. Он был членом парламента от Кембриджа с 1741 по 1758 год. Как депутат парламента, он постепенно поднялся до влиятельного положения. В двух последних парламентах он занимал пост председателя комитета по привилегиям и выборам. В 1741 году он был назначен одним из уполномоченных по доходам в Ирландии, а в 1746 году стал лордом торговли и плантаций. В 1751 году Гораций Уолпол описал графа как «любителя форм и мелочей», но «не совсем плохого оратора». Он принимал видное участие в усилиях по улучшению состояния Новой Шотландии. В 1754 году Томас Пелэм-Холлс, 1-й герцог Ньюкасл, сделал его лордом казначейства. Он также служил младшим казначеем Вооруженных сил с 1755 по 1757 год.
Он был хорошо известен в политических и литературных кругах, и среди его друзей были Филип Йорк, 1-й граф Хардвик, Уильям Мюррей, 1-й граф Мэнсфилд, и архиепископ Кентерберийский Томас Секкер. Он также был знаком с Александром Поупом, который использовал его в качестве модели для персонажа Бальбуса в своем Послании доктору Арбутноту.
Он занимал пост канцлера герцогства Ланкастер с 1758 по 1762 год. В 1759 году он служил специальным посланником в Португалии, вернувшись в следующем году. После того как герцог Ньюкасл подал в отставку со своего поста в 1762 году, лорд Киннуолл сказал королю Георгу III, что поддержит любого министра, которого назовет король. Однако, когда Уильям Кавендиш, 4-й герцог Девонширский, был уволен, лорд Киннуолл подал в отставку со своих постов из-за своей «нерушимой дружбы» с Девонширом.
Затем он удалился в деревню. Его последним постом был пост канцлера Университета Сент-Эндрюса с 1765 года до своей смерти 27 декабря 1787 года. Он был похоронен в Абердалджи.
После смерти Томаса Хэя, 9-го графа Киннуолла, его титулы и владения перешли к его родному племяннику Роберту Хэю-Драммонду.

## Наследие
9-й граф построил скромный замок недалеко от самой высокой точки холма Киннуолл, его башня возвышалась над Таем. Он был вдохновлен замками, которые он видел вдоль Рейна в Германии во время своего Грандиозного тура. Джейн Остин описала башню Киннуолл в замке Лесли, рассказ, который она написала в 1790 году, через год после того, как она остановилась там с Д’Арси Уэнтуортом во время их прогулки по Шотландии:
Я по-прежнему уединяюсь от Людей в нашем старом и Ветхом Замке, который расположен в двух милях от Перта на отвесной выступающей скале, откуда открывается прекрасный вид на Город и его восхитительные окрестности… Вы не можете составить достаточно отвратительного представления о его форме, подобной подземелью. На самом деле он расположен на Скале и выглядит настолько недоступным, что я ожидал, что меня вытащат на веревке.
Сегодня до башни Киннулл легче добраться по извилистой тропинке через лесной парк Кинньюл-Хилл. Еще одним из прочных наследий 9-го графа является Перт-Бридж через реку Тей, «Старый бриг» на местном шотландском диалекте, который он помогал финансировать. Строительство началось в 1766 году и было завершено в 1771 году.
Округ Дуплин, Северная Каролина, был назван в честь виконта Дапплина, так как 9-й граф Кинньюл был известен, когда он служил в Совете по торговле и плантациям в 1740-х годах. Лемпстер, штат Нью-Гэмпшир, был кратко назван Дапплином с 1753 по 1767 год.

## Титулатура
- 9-й граф Кинньюл (с 29 июля 1758)
- 9-й виконт Дапплин (с 29 июля 1758)
- 9-й лорд Хэй из Кинфаунса (с 29 июля 1758)
- 2-й барон Хэй из Пидвардайна (с 29 июля 1758)
- 3-й виконт Дапплин (с 29 июля 1758).